# Afon Cefni
Afon Cefni är ett vattendrag i Storbritannien.   Det ligger i kommunen Isle of Anglesey och riksdelen Wales, i den sydvästra delen av landet, 300 km nordväst om huvudstaden London. Afon Cefni ligger på ön Anglesey.